# Sonadora (Aguas Buenas)
Sonadora es un barrio ubicado en el municipio de Aguas Buenas en el estado libre asociado de Puerto Rico. En el Censo de 2010 tenía una población de 3191 habitantes y una densidad poblacional de 362,05 personas por km².

## Geografía
Sonadora se encuentra ubicado en las coordenadas 18°16′20″N 66°7′13″O / 18.27222, -66.12028. Según la Oficina del Censo de los Estados Unidos, Sonadora tiene una superficie total de 8.81 km², de la cual 8.81 km² corresponden a tierra firme y (0.03%) 0 km² es agua.

## Demografía
Según el censo de 2010, había 3191 personas residiendo en Sonadora. La densidad de población era de 362,05 hab./km². De los 3191 habitantes, Sonadora estaba compuesto por el 72.92% blancos, el 9.9% eran afroamericanos, el 0.53% eran amerindios, el 0.03% eran asiáticos, el 11.22% eran de otras razas y el 5.39% pertenecían a dos o más razas. Del total de la población el 99.5% eran hispanos o latinos de cualquier raza.